# Патологично събирателство
Патологичното събирателство, също силогомания или хординг (на английски: compulsive hoarding), срещано разговорно като меси синдром (messie syndrom) и синдром на Плюшкин, представлява вид натрапливо поведение.
Засегнатите не поддържат ред в собствения дом и не могат да организират ежедневните (домакински и др.) занимания, оценяват полезността на дадени предмети различно от мнозинството от незасегнатите хора. Може да става въпрос за трупане без ред на вестници, книги, храна, инструменти, опаковки, играчки, дрехи, резервни части и мн. др., които или се „набавят“ при всеки удобен случай или се запазват вместо да се изхвърлят. Някои събират само определен вид предмети, докато в екстремни случаи се събират всевъзможни предмети и нищо не се изхвърля, защото „може все някога да потрябва“.
Много от засегнатите водят привидно нормален живот, но затрупването на жилището с боклуци ограничава социалните им контакти и води до проблеми с роднините и близките.
Думата „messie“ е измислена от американската педагожка Сандра Фелтън (от англ. mess – мръсотия, безпорядък), самата страдаща от това заболяване, но не е толкова разпространена в англоговорещите страни, където се използва
главно терминът compulsive hoarding („натрапчиво запасяване/складиране“). Понятието Messie обаче е добило разпространение в медиите, особено в западна Европа, където се излъчват предавания като „Raus aus dem Messie-Chaos“ (Kabel1) и „Das Messie Team“ (RTL2). Фелтън публикува книги, които се занимават със заболяването, като по този начин запознава голям брой читатели със своя проблем.

## Симптоми
- Неподреденост, проблеми с хигиената (нечистоплътност, силна миризма и др.)
- Събиране на безполезни, износени и овехтели предмети, дрехи и др.
- Хронични проблеми с разпределянето на времето и спазването на срокове
- Неизпълняването (пропускане, отлагане) на нормални дейности (напр.: неотваряне на пощата дълго време)
- Ограничени социални контакти (причинени напр. от неподреденото жилище)

Засегнатите имат склонност към събиране и складиране на вещи, които нормалните хора биха счели за безполезни и ненужни. Те най-често не са способни да преценят правилно „реалната стойност“ на дадения предмет, дали той е важен или маловажен, дали е полезен или безполезен. Често осъзнават нерационалността на това което правят, но не са способни „да променят нещата“. В екстремни ситуации води до това, че голяма част от жилището е недостъпно. В някои случаи остават само тесни „пътечки“ между купчините, кашоните и чувалите пълни с вехтории. Крайния вариант на това разстройство, при който жилището става напълно необитаемо, е известно като Синдром на Диоген
Освен това те често имат проблеми с различаването на по-важните от по-маловажните „ежедневни задачи“ и регулирането на действията си, за да постигнат целите, които са си поставили, както и с правилното разпределение на времето за постигане на тези цели. Подобно на ADHD, са разстроени т.нар. изпълнителни функции, за които отговаря челният дял на мозъчната кора.
Много от засегнатите се хвърлят с ентусиазъм в нови и нови задачи, за да установят накрая, че са неспособни да ги довършат докрай. Така голям брой заченати „предприятия“ остават недовършени и допринасят за все по-големия безпорядък в живота им. Много от тях се срамуват от безпорядъка, в който живеят, и страдат от това. Постепенната социална изолация, на която се подлагат доброволно, им пречи да разпознаят проблема и да се подложат на лечение. Сред други хора те може да не бият на очи и да имат вид на отворени, оптимистични, многостранни и изобретателни индивиди. Парадоксално, но понякога може да имат склонност към перфекционизъм.
Като критерии за разпознаване в DSM-5 са предложени
1. неспособност на пациента да изхвърли/да се раздели с дадени предмети, без значение на тяхната „стойност“
2. тези проблеми са причинени от силното желание да се „запазят“ предметите или силно „страдание“ при раздялата с тях
3. посочените симптоми водят до натрупването на голям брой предмети, които правят част от жилищната площ необитаема, почистването на жилището става само от трети лица (роднини, чистачи)
4. посочените симптоми влияят силно на социалните контакти, упражняването на професията на пациента и др.
5. не е налице друго общо заболяване (напр. травма на мозъка)
6. симптомите не са причинени единствено от Обсесивно-компулсивно разстройство, деменция, аутизъм и др.

## Причини
Причините може да са най-различни, по-долу са изброени само някои от тях.
Човек, който се сдобива с дадена вещ (напр. купена или подарена), свързва с нея приятни спомени, които не са за подценяване, и затова не желае да се раздели с нея при никакви обстоятелства. Синдромът може да е причинен от изживяна емоционална травма или нещастие, които са извадили пациента от равновесие.
Заболяването може да има връзка с различни психически разстройства, разстройство на емоционалната саморегулация и свързано с него разстройство на изпълнителните функции при Обсесивно-компулсивно разстройство, разстройство на личността или др.